# Giustino (Goldoni)
Giustino è una tragicommedia in cinque atti in versi endecasillabi di Carlo Goldoni composta nel 1738 per la compagnia Imer che si esibiva nel Teatro San Samuele di Venezia. Le prime rappresentazioni videro Antonio Vitalba nel ruolo del protagonista. L'opera ottenne un buon successo e venne rappresentata più volte nel corso del Settecento.
Per la composizione di questa tragedia, l'autore prese spunto da una storia dello scrittore greco Procopio di Cesarea ed anche dall'omonimo melodramma del 1683 del veneziano Nicolò Beregan, con musiche di Giovanni Legrenzi e Tommaso Albinoni.
Il manoscritto di  Giustino è l'unico originale autografo dell'autore pervenutoci di quelli che egli spedì da Parigi a Venezia negli ultimi anni della sua vita.

## Trama
Costantinopoli. Giustino ha origini regali, tuttavia è cresciuto in campagna seguendo gli insegnamenti di Ergasto, creduto suo padre. Grazie alle sue virtù militari, Giustino riesce nell'arco di una giornata a scalare le gerarchie sociali e a salire sul trono dell'impero romano d’Oriente.

## Poetica
Per Giuseppe Ortolani, questa tragicommedia si regge grazie alle trovate e ai colpi di scena.